# Rocs de la Serra
Els Rocs de la Serra és una muntanya de 1.375,8 metres d'altitud que es troba en el terme de Tremp, dins de l'antic municipi ribagorçà de Sapeira, ara annexat a Tremp, del Pallars Jussà. És a prop de l'antic termenal amb Gurp de la Conca.
És al vessant ribagorçà del lloc on s'uneixen les serres de Gurp i Castellet, al capdamunt del barranc de Turmeda.